# 渡鹿野島

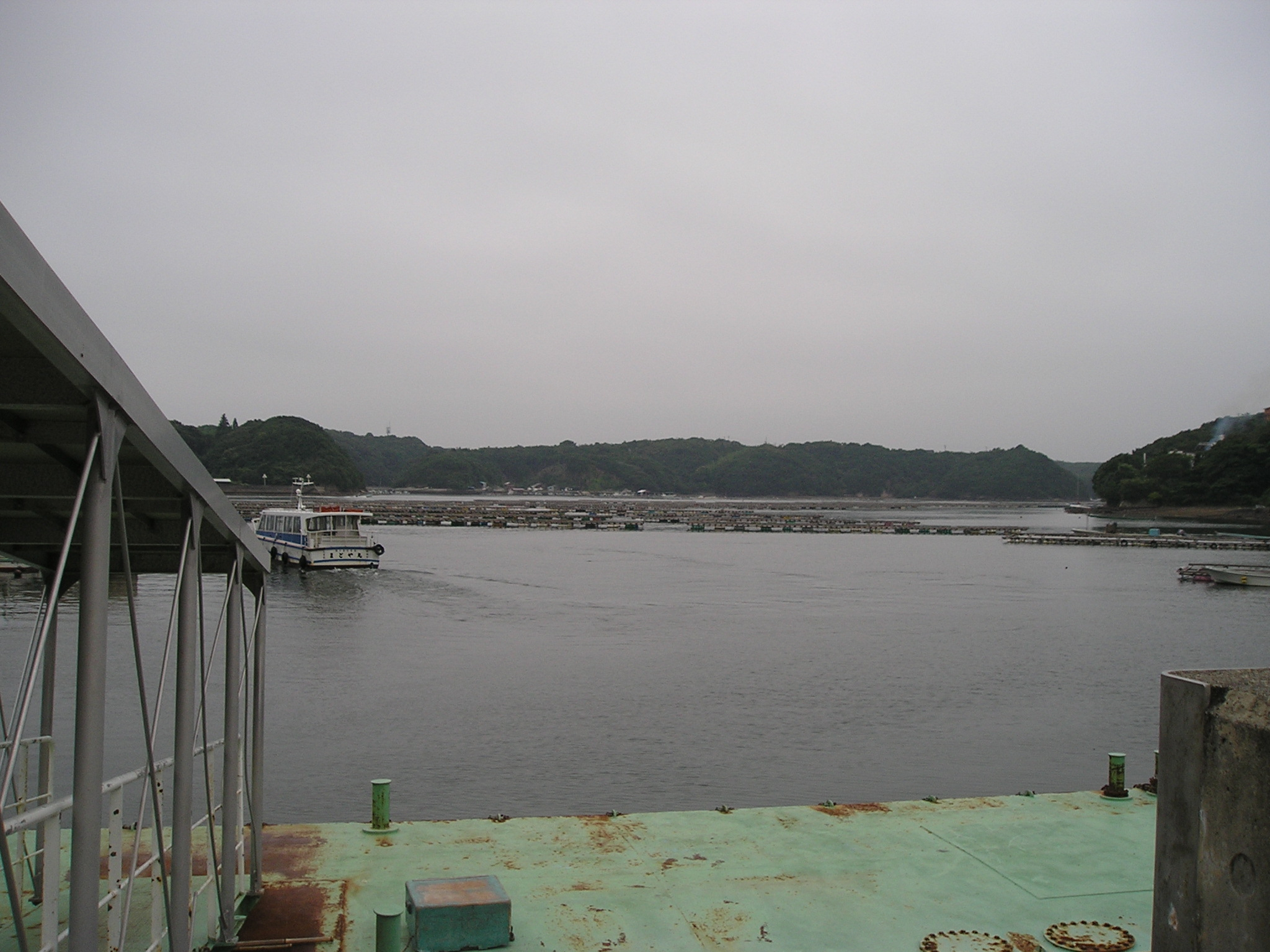
渡鹿野島遠景（的矢地区渡船場にて撮影。画面左手の船は渡鹿野島への渡し船）

渡鹿野島（わたかのじま）は、三重県志摩市にある島で、伊勢志摩国立公園内に位置する。

## 概要
島の大半の地番は志摩市の「磯部町渡鹿野」（いそべちょうわたかの）である。郵便番号は517-0205。人口は2020年12月31日現在、志摩市の調べで169人である。

## 地理

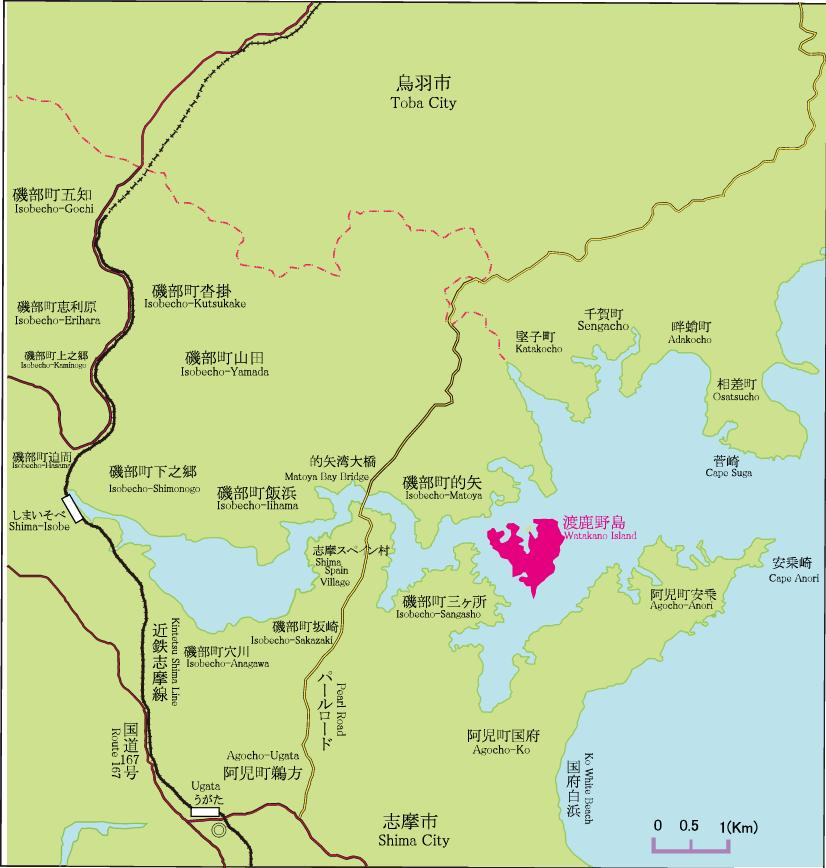
的矢湾における渡鹿野島の位置

周囲約7キロメートル (Km)、面積は約0.7平方キロメートルで、リアス式海岸である的矢湾の奥に位置し、的矢湾深部の外海から隔てられた島の西側海域は波が穏やかな海面で、古くより荒天時の避難場所・風待港として使われていた。
島内の住所は大半が志摩市磯部町渡鹿野であるが、一部に磯部町的矢の飛び地の小字間神・居森がある。

## 歴史
古くは伊雑宮の神領であったとも言われる。
江戸時代に江戸と大坂を連絡する菱垣廻船・樽廻船が増え、避難・風待をする港としての重要性が高まった。船乗りなどのための宿のほか、風待ちの船乗りを相手とした把針兼（はしりがね）と言われた水上遊女なども集まり、遊廓街としても大いに栄えて女護ヶ島の別名を持った。史跡として江戸時代に灯台に使われた石柱などがある。
1931年に俳優の上山草人が映画『唐人お吉』の撮影で訪れた際、「こゝに愛着を覚え一泊したところ、これを知った村人と僕がこヽに別荘をたてなければならぬほどの深い交渉をもつに至っ」て、別荘を建てる話がまとまり、島から寄贈された大日山頂の別荘の門に谷崎潤一郎が書いた「草人漁荘」の竹製の表札を掲げた。草人はこの島を「東洋のモナコ」にすると意気込み、「文壇、画壇、劇団のあらゆる友人を誘って、猟奇的なこの島でなければ味わわぬ変わった情趣をもつエロ探検と波静かな絵画美に富んだ島の風景を満喫させようと計画している」と語ったが、門と亭のみで別荘は建てなかった。
第二次世界大戦中は島内に予科練の基地の設置が計画され、激しい空襲にあった。1954年に島を舞台にした伴淳三郎主演の映画「この恋!五千万円」が作られた。

### 地名の由来
- 海の中の一島であることから「わたなか」（海中）となり、転訛して「わたかの」となった[9]。
- 渡鹿野島対岸の人々がこの島に渡り、焼畑を行ったことから「渡火野」と命名された[9]。

## 主な産業
観光が主な産業であるため2000年（平成12年）の国勢調査に見られるように、島の人口の92パーセント (%) が島内及び島外の宿泊・飲食業（第三次産業）に従事している。海水浴や志摩スペイン村の宿泊地として家族連れや団体に利用されるほか、公然と売春が行われ売春島として知られ、特に昭和時代は男性が集団で買春を目的に島を訪れることも多かった。ただし、近年は性産業従事者が著しく減少し、高齢化している。
志摩市の資料によると、平成7 - 17年の人口減少率は30%以上となっている一方で65歳以上が35 - 40%となり、過疎の島となりつつある。

### 性産業に関して
公然と売春が行われる島としてタブー視されてきた歴史が残る。一方でこのイメージは、既に現在の島の実情とはかけ離れている。ノンフィクションライター、高木瑞穂の『売春島 「最後の桃源郷」渡鹿野島ルポ』（彩図社、2017年刊）は、9万部を超えるベストセラーとなった。

#### 全盛期
バブル期にはプレイルームが足りずに、自由恋愛を装うため女性の部屋で売春するという建前を無視して、ホテルの客室や置屋の奥が使用されるほどであった。最盛期は1970年代半ばから1990年までで、1981年頃がピークであった。当時は肩と肩がぶつかるほどの客で溢れかえり、人口200人ほどの頃には、ホテルや置屋だけでなく、パチンコ店、居酒屋、喫茶店、カラオケ店、ゲーム喫茶、メイン通りにヌードスタジオ（小規模のストリップ劇場）が2軒、裏カジノまであった。当時の雰囲気は、さながらバブル期の熱海のような煌びやかなネオンと欲望むき出しの男たちが発する熱気が相まった“桃源郷”と呼ぶに相応しい華やかさであったと証言する客もいる。最盛期には置屋が13軒存在した。
宴会は通常、夜9時頃に終わり団体客は酔った勢いで一斉に外に繰り出した。宿ではコンパニオンに扮した娼婦が宴会に入り、本人を見て相手を選ばせるのが、定番システムであった。たいていは娼婦で宴会客との頭数を合わせるが、時には女性が足りず、島外の派遣会社から売春目的ではない一般のコンパニオンが駆り出されることもあった。そのため、こうしたコンパニオンの島の宴会の評判は極めて悪かった。通常、コンパニオンは『延長料金』や『チップ』で数万円の実入りになることもあるが、渡鹿野島の宴会は売春目的であるため、きっちり2時間で終わるために、チップや延長が期待できなかったからである。
1986年頃からは、ある置屋が台湾人女性を雇ったのがきっかけで、外国人女性が雇用されるようになった。ある。人気では日本人より劣ったが、低賃金であるため、置屋が一斉に外国人の雇用に動いた。1989年頃からは、フィリピン人が主流になり、最盛期には数十人のフィリピン人が住んでいたが、1990年代半ば以降はタイ人が主流となる。このため、対岸の鵜方の街には今もタイフード食材店が残っている。女性らは6畳一間ほどの部屋をあてがわれて、自由恋愛を建前に娼婦が実際に暮らす部屋で売春が行われたが、これが島の典型的なシステムであった。外国人女性らの多くは、ロング（夜通し）の朝には朝食を客に振る舞い、船着き場まで見送ったりしていたという。
1971年に三重県警警部補が内偵特捜の捜査官として島に潜入したが、売春婦の女性と内縁の関係となり諭旨免職され、のちに島でスナック経営者兼売春斡旋者となったが、1977年10月の手入れで内妻とともに逮捕され、店の売春婦は保護された。売春婦の大半は家出少女などで、借金付きで送られ売春をさせられていた。元警部補は、出所後は島でホテル経営などに携わり、島の観光産業の発展に尽力した。
2003年に勝谷誠彦は、島の随所に売春斡旋所があり、警察や報道関係者に対する警戒心はきわめて強く、島全体で入島者の情報網をやりとりし、安易な写真撮影も許されない、と述べている。2004年に、行政も暗黙する渡鹿野島の買売春の実態を論述した『近現代日本の買売春』が、地元の志摩市磯部町行政から激しい抗議を受ける。藤野は『戦後日本の人身売買』（大月書店、2012）で、出版社の代表取締役と自治体側が話し合い、島の名前を出さない条件で出版を提示されたが拒否し、回収絶版したとしている。渡鹿野島の書も参照。『戦後日本の人身売買』は、同時期に出版された同島のルポが出版されていることを記し、高木（2017）と八木澤（2014）に指摘された、島では70年代から数十回摘発が行われている旨を記して島の実態を示した。
2005年に作家の伊藤たかみが、渡鹿野島をモデルにした小説『ボギー愛しているか』を文芸誌『群像』2005年12月号で発表した。高木は2009年から島を訪問し、島の売春の実態を取材しているが、その頃にはすでに寂れ、残された置屋が3軒、娼婦が20人しかいなかった。

#### 女ヤクザ・西村まこ
渡鹿野島では、日本初の女ヤクザと謳われた西村まこが、初めてのシノギとして多額の借金がある女性を売春宿に沈めている（売り飛ばすこと）。西村は少年院上がりで西村の経営するデートクラブ「キャンディーズ」で働く女性を、三重県のヤクザの紹介で渡鹿野島を仕切っているヤクザを通し、前借金が一番高いと言われた店に350万円で売り飛ばした。

#### 現在
2013年9月に、わたかの島観光協議会は志摩市や三重県警と連携し、「性産業による島のイメージを無くし、健全な観光地を目指す」とした「渡鹿野島安全・安心街づくり宣言」を出した。
2016年5月の第42回先進国首脳会議・伊勢志摩サミットで、会場の賢島に近いことから雑誌媒体など複数のメディアが島の現状と行政体質を指摘したが、サミット開催の数年前から年に3回ほど捜査され、女性らは逮捕されたり島を離れていた。八木澤高明によると、サミット開催にあたり警察官が訪れて島周辺を調べることはあっても、摘発や手入れ等はなかった。
志摩市は2020年、地域おこし協力隊による地域活性化の取り組みを始めており、現在も隊員一名による活動が進められている。
2021年には初めて修学旅行生たちの受け入れが行われた。旅館関係者によると、現在では男性よりも女性の宿泊が多く、近隣の志摩スペイン村の影響で家族連れも増えつつあるという。一方、かつて女性を紹介したとされる宿泊施設やマンションなどの建物が島には廃墟のように残っており、撤去に向けた動きが模索されている。
2023年頃には「島の最後の売春婦」も島を去ったと言われている。

## 祭事
毎年7月下旬の土日（旧来は7月23日から24日に行われていたが、近年は土日に日程を調整している）に、全島民で天王祭を催す。天王祭は全国各地で行われており、牛頭天王に疫病退散を願う祭りが、明治期に牛頭天王が素戔嗚尊（スサノオノミコト）へ同化されて神社の祭祀となった。島内の灯りをすべて消したのち、八重垣神社から御神体を移した御輿が暗がりの島内を走り回り家々の悪魔を払ったのち、海岸近くに仮設した鎮座櫓で、御輿を納めようとする者共と疾走する御輿がぶつかり合う御輿練りの神事が行われる。新型コロナウイルス感染拡大の影響により中止されていたが、2022年には三年ぶりに開催された。

## 交通
2021年4月時点で本州・志摩半島から渡鹿野島へ向かう船は民間船が1か所、公道扱いのため無料で乗船できる志摩市運航船(月・水・金)が2か所で発着する。

### 民間渡船

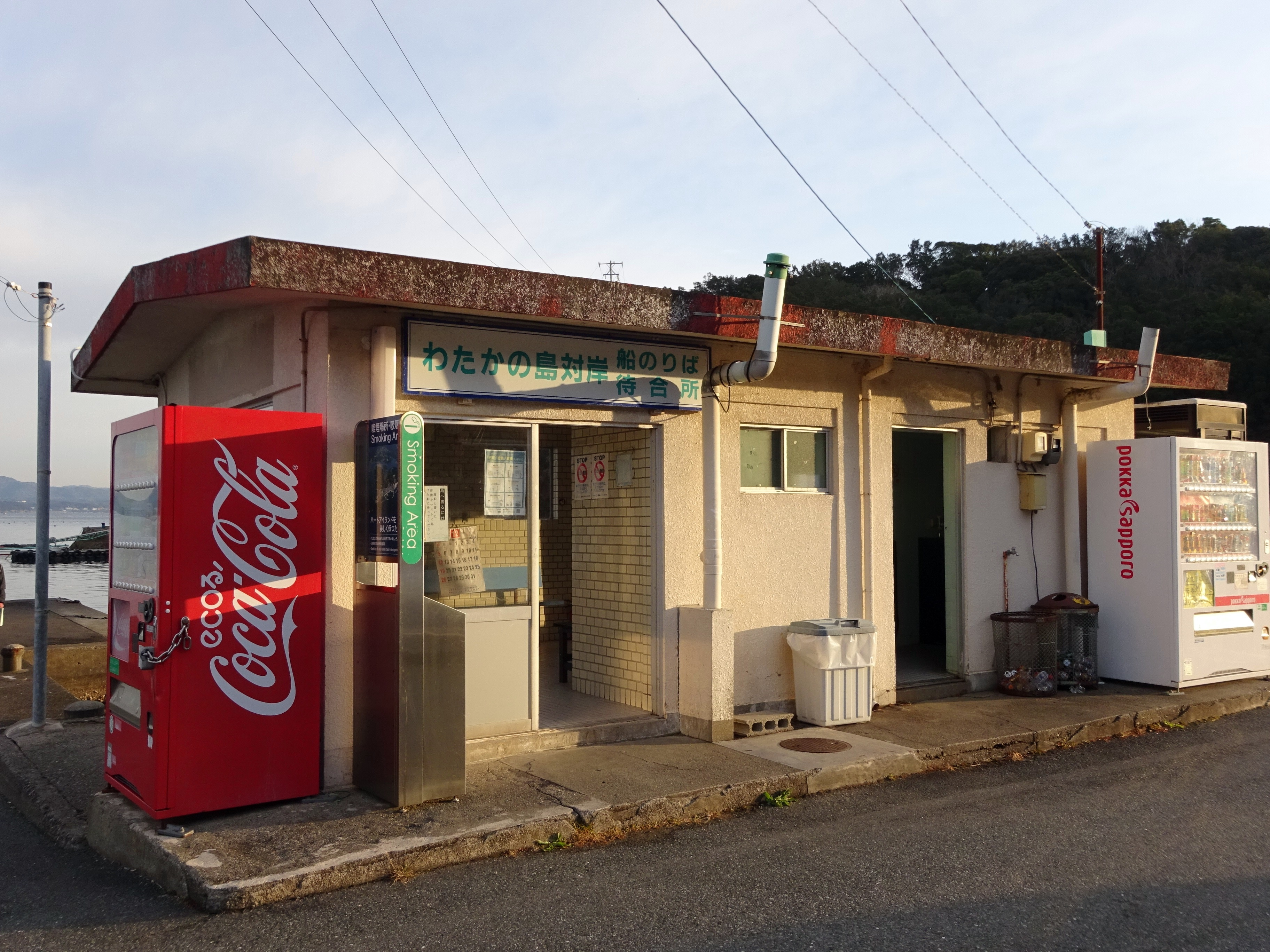
わたかの島対岸渡船待合所

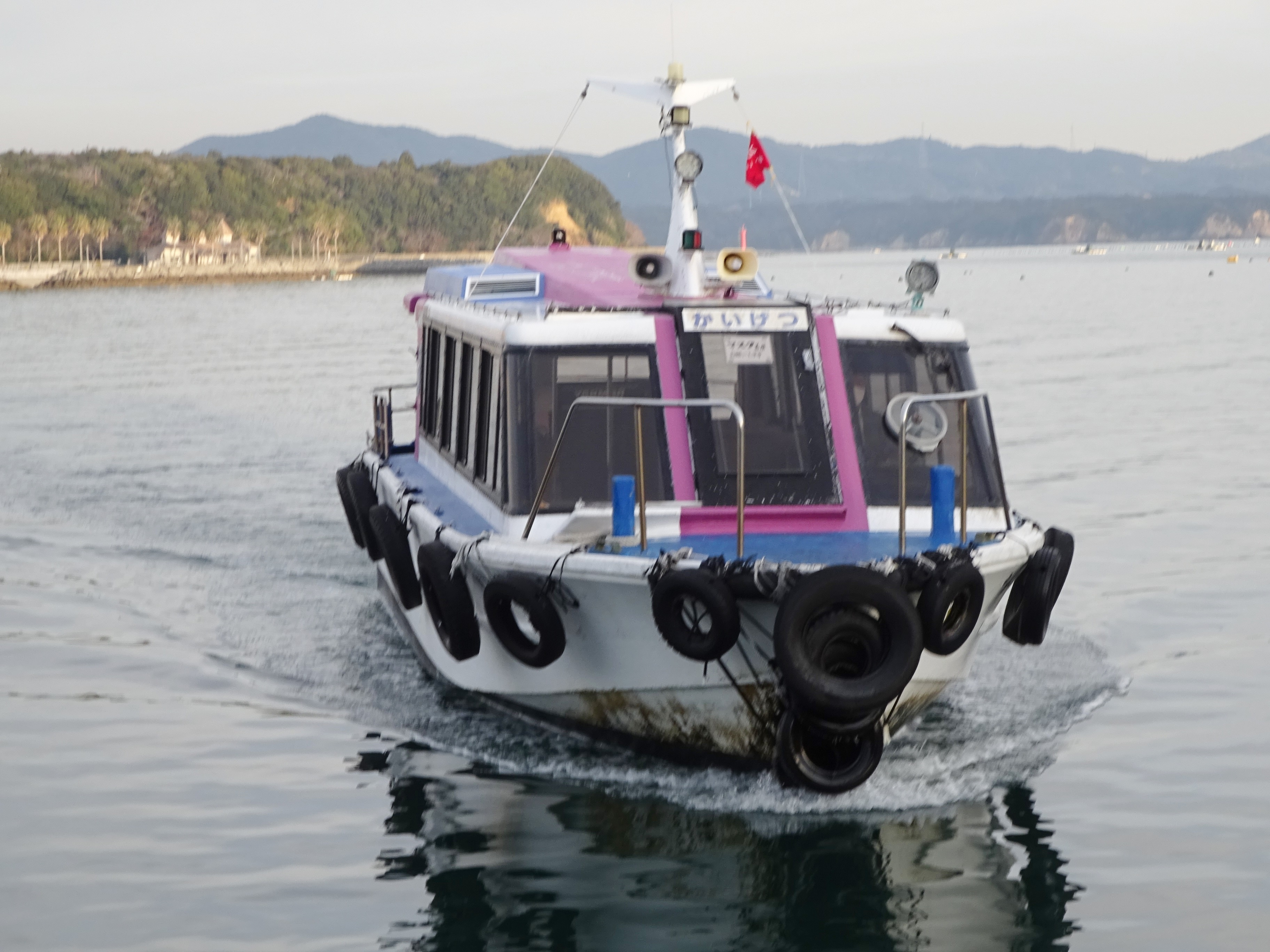
渡鹿野島渡船「かいげつ」

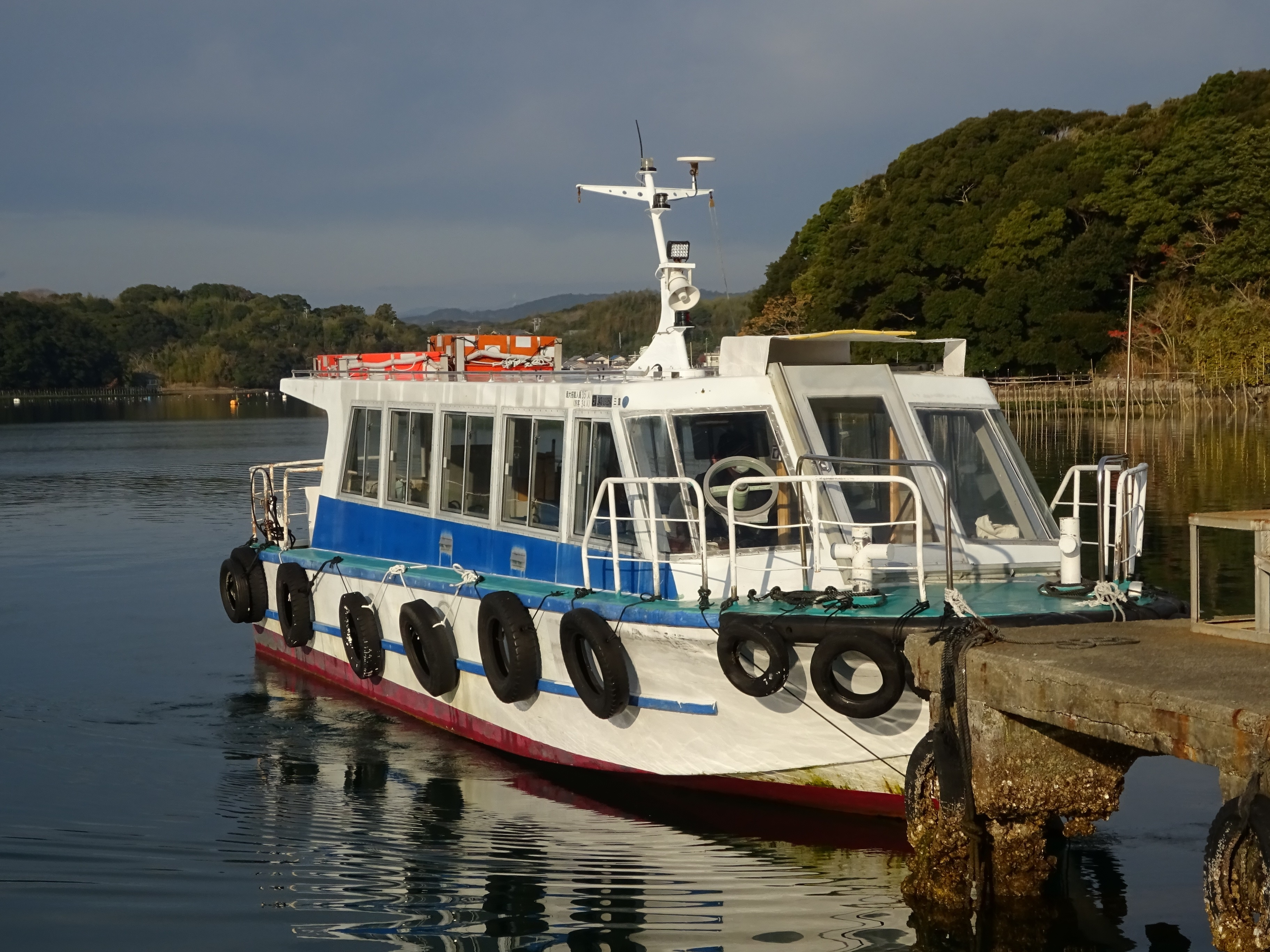
志摩市運航船（渡鹿野島和田）

島の対岸、阿児町国府にある三重交通安乗線「渡鹿野渡船場」バス停留所前（北緯34度21分20.66秒 東経136度52分45.57秒 / 北緯34.3557389度 東経136.8793250度）の「わたかの島対岸渡船場」と渡鹿野島の間を運航する。2014年3月現在、朝6時50分 - 22時00分まで随時運行されているが、客がいる場合に運行されるため時刻表はない。運賃は片道あたり始発 - 19時までの日中が200円、夜間は22時まで300円となっている。乗船時間は3分程度。
渡鹿野渡船場バス停までは近鉄志摩線鵜方駅からバスで18分である（[91]安乗行き、[91]安乗埼灯台行き）。なお、鵜方駅には特急列車が停車し、名古屋（約2時間）、京都（約2時間50分）、大阪難波（約2時間半）を直接結んでいる。

### 志摩市運航船
的矢湾西部を周回する無料の定期船が志摩市により運航されている。かつては三重県から委託を受け、三重県道750号阿児磯部鳥羽線の一部となっていたため「県道船」と呼ばれていた。小中学校の通学の補助などが目的で、定期便は日中の8時45分 - 15時15分に間に1日3便。かつては待機時間に船着場の待客が目視（「乗船待ち合図」により判断）できる場合は随時運航されていた。それ以外の便は、時間帯や曜日、時期などにより「乗船待ち合図」を出していても必ず運航される保証はない。気象状況により定期便も含め欠航する場合がある。
- 的矢船着場 - 的矢湾北岸の志摩市磯部町的矢にある[26]。三重交通の的矢バス停留所がある有料駐車場から東へ約700mの場所に船着場がある。渡鹿野島和田（三ヶ所経由）まで約15分、三ヶ所まで約5分。
- 三ヶ所船着場 - 南岸の志摩市磯部町三ヶ所の漁業協同組合前にある[26]。漁協に有料駐車場がある。渡鹿野島和田まで約10分、的矢まで約5分。
- 渡鹿野島船着場 - 島の市街地に近い南東側の和田と市街地まで徒歩15 - 20分ほどを要する北西側の赤崎の2か所にあり、定期便は和田まで運行されるが、「乗船待ち合図」の板があるのは赤碕のみとなっている。

### 不定期船
- ホテルの送迎船 - 予約客の送迎のための船を所有するホテルがある
- 民間の渡船 - 他の船に比べ運賃が高額であるが、タクシーのように運行されるため自由度は高い

### 個人所有の船
渡鹿野島の多くの家庭は漁船などの船を所有し、家族や親戚などの送迎を行なう場合がある｡

## 観光スポット
渡鹿野園地
島の中心部から少し離れた小高い丘の上にあり、的矢湾の風景を楽しめる。1985年3月30日完成。
わたかのパールビーチ
2003年7月5日に整備し直され、スペイン風の休憩所が設置された。旧磯部町の地域で唯一の海水浴場である。
八重垣神社
「渡鹿野天王祭」の主会場となる神社。
磯部わたかの温泉
島内にある3軒の宿泊施設が温泉を引いている。
的矢湾
海釣りを楽しむことができる。